# 翻訳教室 (柴田元幸)
『翻訳教室』（ほんやくきょうしつ）は、柴田元幸の著書。2006年2月20日（奥付の記載は同年3月5日発行）、新書館より刊行された。2013年4月、朝日文庫として文庫化された。
2004年10月から2005年1月にかけて東京大学文学部で行われた「西洋近代語学近代文学演習第1部 翻訳演習」の授業内容を、「ほとんどそのまま文字化したもの」である。

## 内容
| 作者                          | 作品                                                     | 備考 |
| ----------------------------- | -------------------------------------------------------- | --- |
| スチュアート・ダイベック      | Hometown                                                 | 小冊子『The Story of Mist』（State Street Press、1993年）に収められた作品。 |
| バリー・ユアグロー            | Carp                                                     | 『I-Mode Stories』（2004年）より。 |
| レイモンド・カーヴァー        | Popular Mechanics                                        | 短編集『愛について語るときに我々の語ること』（原書はクノップフ社、1981年4月）に収められた作品。 柴田の訳例のほかに、併せて村上春樹のもともとの翻訳『THE COMPLETE WORKS OF RAYMOND CARVER 2 愛について語るときに我々の語ること』（中央公論社、1990年8月）も、この授業で用いられた。 |
| 村上春樹                      | かえるくん、東京を救う                                   | 短編集『神の子どもたちはみな踊る』（新潮社、2000年2月）に収められた作品。英訳版 "Super-Frog Saves Tokyo" がテキスト。 作品を翻訳したジェイ・ルービンがゲストとして参加している。 |
| 特別講座 村上春樹さんを迎えて | 特別講座 村上春樹さんを迎えて                            | 本書に掲載された柴田の自筆メモによれば、村上春樹の参加日は2004年11月15日。 「僕は文章の書き方を誰にも習わなかった。だから、文章は音楽からしか学んでないです」と村上は述べている。 |
| イタロ・カルヴィーノ          | 英語: Invisible Cities (イタリア語: Le città invisibili) | イタリアの小説家イタロ・カルヴィーノの "Le città invisibili" の英訳版がテキスト。翻訳はウィリアム・ウィーバー。 |
| アーネスト・ヘミングウェイ    | In Our Time                                              | 1924年にパリで出版された、タイトルがすべて小文字の超短編 "in our time" がテキスト。ヘミングウェイは1925年にこれを元に短編集『In Our Time』を刊行している。 |
| ローレンス・ウェシュラー      | Inhaling the Spore                                       | ジャーナリストのローレンス・ウェシュラーが1995年に刊行した『Mr. Wilson's Cabinet of Wonder』の一節がテキスト。 |
| リチャード・ブローティガン    | Pacific Radio Fire                                       | 短編集『Revenge of the Lawn』（サイモン&シュスター、1971年）に収められた作品。 ブローティガンの作品のほとんどを訳した藤本和子について、柴田はこう述べている。「ブローティガンは、日本の翻訳史上でも大きな存在だと思います」「この藤本さんの翻訳がすごかった。とにかく翻訳でこんな活きた言葉があるのかと思いました。このあとに出てきたアメリカ文学の翻訳者というと、青山南さん、斎藤英治さん、岸本佐知子さん、それからもちろん村上春樹さんなどになると思います。そういった人たちがみんな、藤本さんの訳文の影響下にあると言って間違いないですね」 |
| レベッカ・ブラウン            | Heaven                                                   | 短編集『The End of Youth』（City Lights、2003年）に収められた作品。 |